# Nodaria nodosalis
Nodaria nodosalis là một loài bướm đêm thuộc họ Noctuidae. Nó được tìm thấy ở tropical Châu Phi, Yemen, Oman, Bắc Phi, miền nam Pháp, Ý, Albania, Bulgaria, Hy Lạp, Liban và Israel.
In Địa Trung Hải Basin Mỗi năm loài này có hai thế hệ. In the subtropics và tropics there are multiple generations.
Ấu trùng ăn các loài Ipomoea và Lactuca.

## Hình ảnh

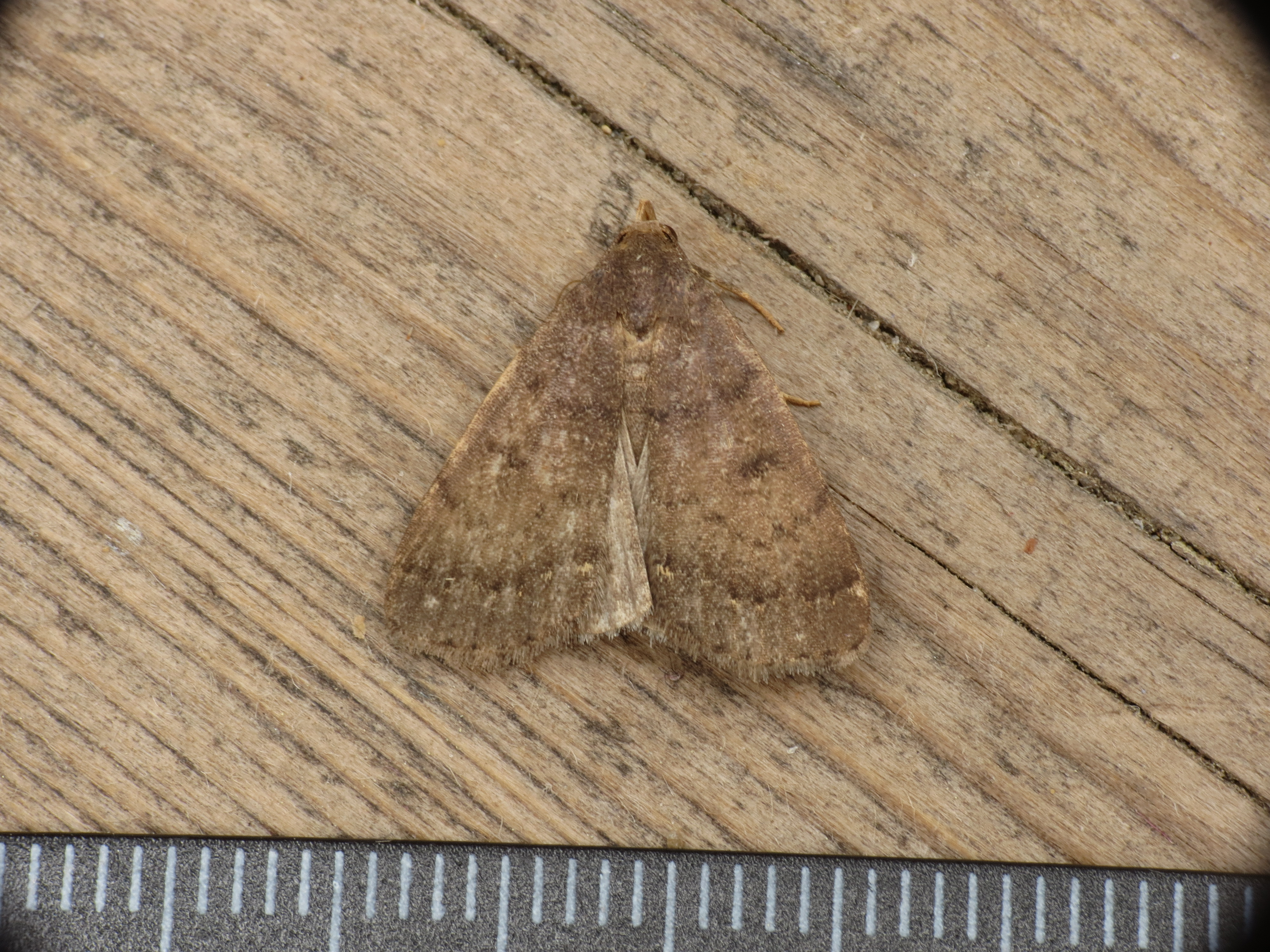
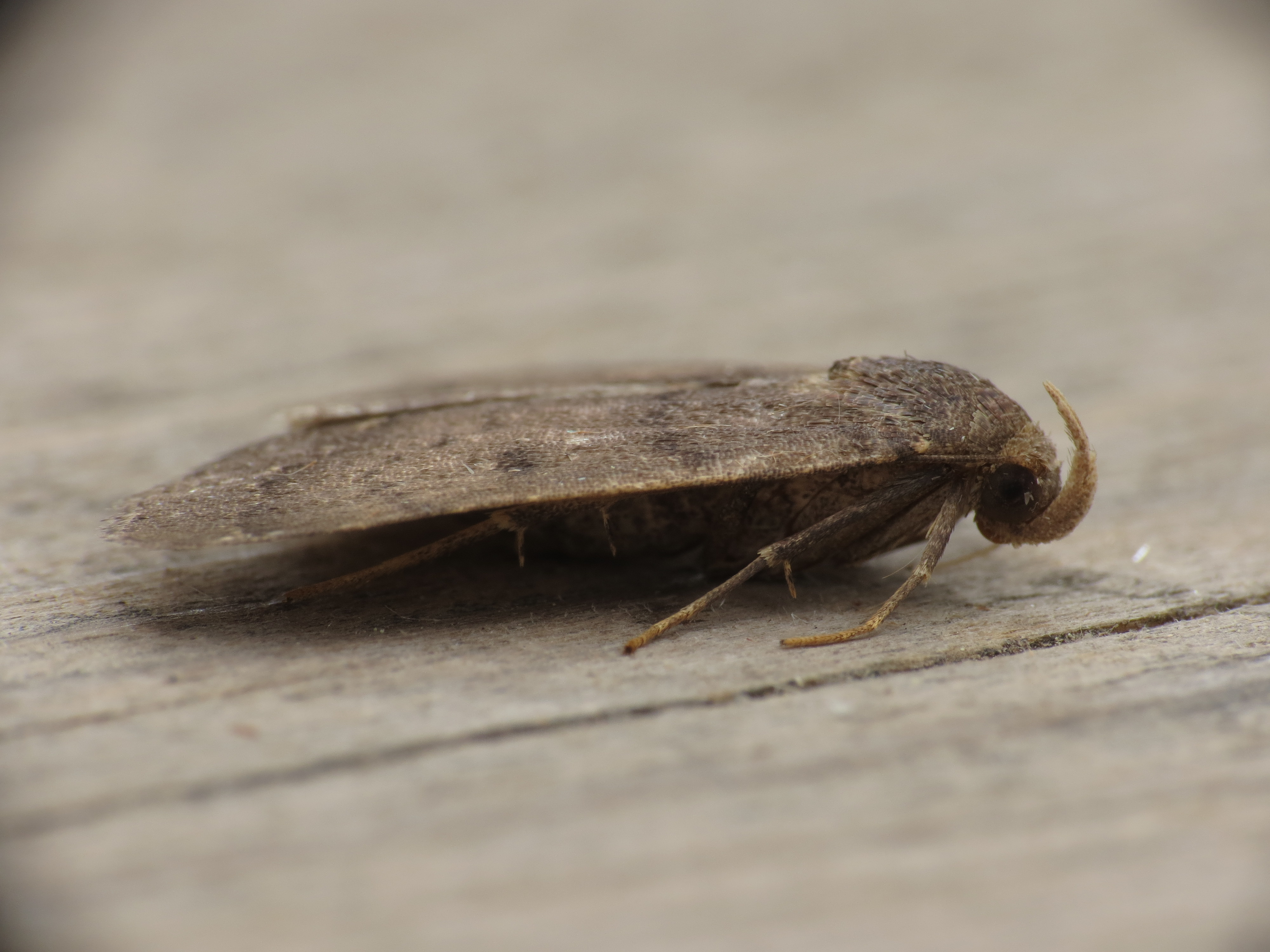